# حركة النقل المحلية في ستوكهولم
النقل العام في ستوكهولم (سابقا: ستوكهولم للنقل) والتي يشار إليها عمومًا باسم SL،  هي المنظمة التي تدير جميع أنظمة النقل العام البرية في مقاطعة ستوكهولم.
تعود أصول SL إلى: AB Stockholms Spårvägar (SS)، وهي شركة نقل عام مملوكة للمدينة والتي بدأت في عام 1915 من قبل مدينة ستوكهولم بهدف توحيد شبكتي الترام الخاصتين المنفصلتين إلى شركة واحدة أكثر كفاءة. ستحصل شركة SS في أواخر عشرينيات القرن الماضي 1920 أيضًا على شركات خاصة لسائقي السيارات.
تم افتتاح الجزء الأول من مترو ستوكهولم في عام 1950. تم تغيير اسم SS إلى SL في يناير 1967 عندما تم دمج عمليات المترو والقطار المحلي والحافلات في محافظة ستوكهولم في منظمة واحدة تحت إشراف مجلس محافظة ستوكهولم. كان يتم تشغيل أنظمة النقل الجماعي المختلفة داخل المقاطعة من قبل منظمات مختلفة ، ستاتينس يارنفاغار ، والشركات الخاصة والشركات التي تملكها البلديات المحلية.
في عام 1993، بدأت SL في استخدام المقاولين المستقلين لتشغيل وصيانة أنظمة النقل المختلفة. بالنسبة لحركة الحافلات، يمتلك المشغلون الحافلات، ولكن بالنسبة لحركة المرور المقيدة بالسكك الحديدية، فان SL هي من تمتلك القطارات، ويقوم المقاولون بتشغيلها.

## المقاولين

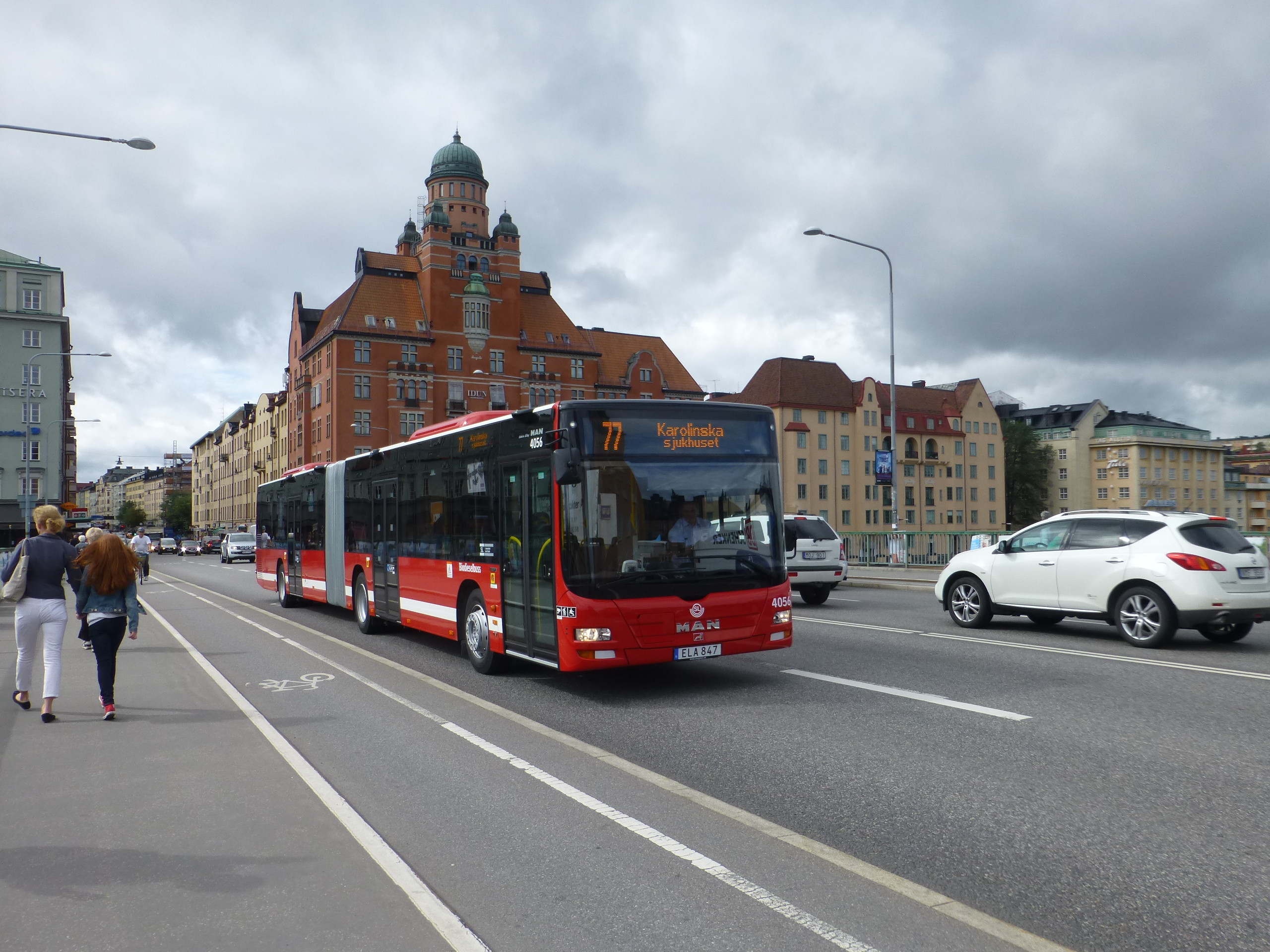
حافلة City MAN المفصلية المملوكة لشركة Keolis مع العلامة التجارية الخاصة ب. SL

المقاولون التي تتعامل شركة SL معهم من يوليو 2019 هم ما يلي: 
- أريفا - Arriva
  - النقل بالحافلات في Danderyd ، Ekerö ، Sollentuna ، سولنا ، Sundbyberg ، تابي ، فاكسهولم ، Västerort و Österåker .
  - حركة السكك الحديدية في Saltsjöbanan و Roslagsbanan و Nockebybanan و Tvärbanan . [3]
- Keolis - كيوليس
  - النقل بالحافلات في مركز مدينة ستوكهولم ، Botkyrka ، Huddinge ، يدينغو ، ناكا ، سالم ، Söderort و Värmdö . [4]
- Transdev - ترانسديف
  - حركة الحافلات في Sigtuna و Upplands Väsby و Vallentuna .
- استعراض منتصف المدة الشمال
  - مترو ستوكهولم
  - ستوكهولم ركاب السكك الحديدية
- Nobina - نوبينا
  - النقل بالحافلات في Haninge ، Järfälla ، Norrtälje Nykvarn ، نينس هامن ، سودرتاليا ، Tyresö و Upplands-bro . [5]
- AB Stockholms Spårvägar - ستوكهولم ترام ا.ب.
  - مدينة سبراغ
  - Lidingöbanan

## روابط خارجية
- الموقع الرسمي
- رحلات الترام: Storstockholms Lokaltrafik (SL)